# Municipio de Moose
El municipio de Moose (en inglés: Moose Township) es un municipio ubicado en el condado de Roseau en el estado estadounidense de Minnesota. En el año 2010 tenía una población de 114 habitantes y una densidad poblacional de 1,21 personas por km².

## Geografía
El municipio de Moose se encuentra ubicado en las coordenadas 48°50′31″N 96°4′58″O / 48.84194, -96.08278. Según la Oficina del Censo de los Estados Unidos, el municipio tiene una superficie total de 94.45 km², de la cual 94,44 km² corresponden a tierra firme y (0,01 %) 0,01 km² es agua.

## Demografía
Según el censo de 2010, había 114 personas residiendo en el municipio de Moose. La densidad de población era de 1,21 hab./km². De los 114 habitantes, el municipio de Moose estaba compuesto por el 100 % blancos. Del total de la población el 0 % eran hispanos o latinos de cualquier raza.